# Liste der portugiesischen Botschafter in El Salvador
Die Liste der portugiesischen Botschafter in El Salvador listet die Botschafter der Republik Portugal in El Salvador auf. 
Erstmals akkreditierte sich ein Vertreter Portugals im Jahr 1958 in El Salvador. Eine eigene Botschaft in der salvadorianischen Hauptstadt San Salvador eröffnete Portugal im Jahr 1978 nur kurzzeitig, danach war zunächst der Botschafter Portugals in Panama für El Salvador zuständig. Seither gehört das Land wieder zum Amtsbezirk des Vertreters Portugals in Mexiko, der sich dazu in El Salvador zweitakkreditiert (Stand 2019).
In der salvadorianischen Hauptstadt San Salvador ist ein portugiesisches Honorarkonsulat eingerichtet.

## Missionschefs
| Name                                                 | Bild        | Amtszeit    | Anmerkungen                                                                                                 |
| El Salvador                                          | El Salvador | El Salvador | El Salvador                                                                                                 |
| ---------------------------------------------------- | ----------- | ----------- | --- |
| Eduardo Alberto Bacelar Machado                      |             | ab 1958     | Ministro Plenipotenciário mit Amtssitz Mexiko-Stadt, am 9. Oktober 1958 in San Salvador akkreditiert        |
| Amândio Mourão de Mendonça Corte Real da Silva Pinto |             | ab 1978     | Botschafter mit Amtssitz San Salvador, dann Panama-Stadt, am 28. November 1978 in San Salvador akkreditiert |
| António Cabrita Matias                               |             | ab 1989     | Botschafter mit Amtssitz Mexiko-Stadt, am 13. Oktober 1989 in San Salvador akkreditiert                     |
| Álvaro Gil Gonçalves Pereira                         |             | ab 1995     | Botschafter mit Amtssitz Mexiko-Stadt, am 14. Juli 1995 in San Salvador akkreditiert                        |
| António Chambers de Antas de Campos                  |             | ab 1999     | Botschafter mit Amtssitz Mexiko-Stadt, am 12. Februar 2002 in San Salvador akkreditiert                     |
| Manuel Marcelo Monteiro Curto                        |             | ab 2002     | Botschafter mit Amtssitz Mexiko-Stadt                                                                       |
| Francisco Manuel Guimarães Henriques da Silva        |             | ab 2004     | Botschafter mit Amtssitz Mexiko-Stadt                                                                       |
| Francisco Domingos Garcia Falcão Machado             |             | ab 2007     | Botschafter mit Amtssitz Mexiko-Stadt                                                                       |
| João José Gomes Caetano da Silva                     |             | ab 2011     | Botschafter mit Amtssitz Mexiko-Stadt                                                                       |
| Jorge Ayres Roza de Oliveira                         |             | seit 2015   | Botschafter mit Amtssitz Mexiko-Stadt                                                                       |